# Список высших учебных заведений Калининградской области
В список высших учебных заведений Калининградской области включены образовательные учреждения высшего и высшего профессионального образования, находящиеся на территории Калининградской области и имеющие действующую лицензию на образовательную деятельность. Список вузов приведён в соответствии с данными сводного реестра лицензий, в список филиалов включены организации, участвовавшие в мониторинге Министерства образования и науки Российской Федерации 2016 года. По состоянию на 15 июля 2016 года в Калининградской области действующую лицензию имели 5 вузов и 11 филиалов.
Филиалы вузов, головные организации которых находятся в иных субъектах федерации, сгруппированы в отдельном списке. Порядок следования элементов списка — алфавитный.

## Список высших образовательных учреждений
| Название                                                                                  | Категория         | Статус      | Год основания | Месторасположение | Число студентов |
| ----------------------------------------------------------------------------------------- | ----------------- | ----------- | ------------- | ----------------- | --------------- |
| Балтийский федеральный университет имени Иммануила Канта                                  | государственный   | университет | 1947          | Калининград       | 7236            |
| Калининградский государственный технический университет                                   | государственный   | университет | 1913          | Калининград       | 9300            |
| Калининградский институт управления                                                       | негосударственный | институт    | 1996          | Калининград       |                 |
| Калининградский пограничный институт Федеральной службы безопасности Российской Федерации | государственный   | институт    | 1995          | Калининград       |                 |
| Педагогический институт                                                                   | муниципальный     | институт    | 1947          | Черняховск        |                 |

## Список филиалов высших образовательных учреждений
| Название                                                                                           | Категория         | Статус      | Год основания | Месторасположение | Месторасположение головной организации | Число студентов |
| -------------------------------------------------------------------------------------------------- | ----------------- | ----------- | ------------- | ----------------- | -------------------------------------- | --------------- |
| Западный филиал Российской академии народного хозяйства и государственной службы                   | государственный   | академия    | 1946          | Калининград       | Москва                                 | 854             |
| Калининградский институт экономики (филиал Санкт-Петербургского академического университета)       | негосударственный | университет | 1997          | Калининград       | Санкт-Петербург                        | 718             |
| Калининградский филиал Российского университета кооперации                                         | негосударственный | университет | 1949          | Калининград       | Мытищи                                 | 868             |
| Калининградский филиал Международного славянского института                                        | негосударственный | институт    |               | Калининград       | Москва                                 |                 |
| Калининградский филиал Международного университета в Москве                                        | негосударственный | университет | 1998          | Калининград       | Москва                                 | 1211            |
| Калининградский филиал Московского государственного университета путей сообщения                   | государственный   | университет | 1994          | Калининград       | Москва                                 | 323             |
| Калининградский филиал Московского финансово-юридического университета                             | негосударственный | университет |               | Калининград       | Москва                                 | 3176            |
| Калининградский филиал Российского экономического университета имени Г. В. Плеханова               | государственный   | университет | 2003          | Калининград       | Москва                                 |                 |
| Калининградский филиал Санкт-Петербургского государственного аграрного университета                | государственный   | университет | 1959          | Полесск           | Пушкин                                 | 1427            |
| Филиал в Калининграде Санкт-Петербургского института внешнеэкономических связей, экономики и права | негосударственный | университет | 1997          | Калининград       | Санкт-Петербург                        | 323             |
| Филиал в Черняховске Московского психолого-социального университета                                | негосударственный | университет |               | Черняховск        | Москва                                 |                 |